# Залюбовский Александр Викторович
Залюбовский Александр Викторович — польский князь. Известен проведением политически необходимых в те времена реформ. В 15 лет лишился зрения, когда его дядя Ярош пытался его убить в политических интересах. Князь восточных земель(Ярош) выхватил из камина горящее полено и бросил молодому наследнику в лицо. В конечном итоге у будущего князя Олександра обгорело всё лицо и шансов выжить почти не было. Ходит легенда что сам он продал свою душу и души всего его рода Марене -польской богине загробной жизни, взамен на жизнь и политический успех. И на удивление всех выжил.
В возрасте 26 лет он участвовал в соревнованиях, которые устраивал его отец- Князь Виктор ll. Среди свиты был подкупленный слуга. Во время пира к князю Виктору ll поднёс бокал вина с неизвестным ранее ядом. И тогда отец Александра слег. И тогда наследник престола отправился в странствия что бы найти противоядие. Скитания привели его к городу Екатеринославу. События его нахождения в этом городе история умалчивает. В конечном итоге князь опоздал лекарства для отца он нашёл но было поздно. Великий полководец и мудрый правитель Виктор ll скончался. И на престол взошел новый князь Александр l. Так началось его правительство. Но потомки свиты Александра утверждают что молодой правитель до конца своих дней винил себя что не смог вовремя спасти отца.
За короткую политическую карьеру князь сделал для Польши очень много. Ввёл множество реформ, законов даже написал несколько летописей. К сожалению не все его работы дожили до наших дней.
Когда князю исполнилось 28 лет, он женился на дочери Османского короля Оливии. История умалчивает женился ли князь по любви или это был очередной политический ход. Так или иначе через год у Александра родилась дочь Мира. Близкие князя утверждали что он искреннее любил свою жену и ребёнка. При дворе ходили слухи что у короля был внебрачный сын Натаниель от пленницы с Украины, Олеси. Так внебрачный сын Александра вместе со своей матерью жили при дворе князя, и Мира дочь Александра очень хорошо сдружилась с мальчиком который на 3 года старше неё. Тогда маленькой принцессе было всего 4 года.В 1832 году началась гражданская война. И князь бросив семью отправился на войну. 2 года князь героически защищал родные земли, и в 1834 году представитель граждан Польши сделал хитрый ход. Он публично сдался князю и приказал своим войскам отступить. Он сам без свиты пришёл к князю и отдал ему свой меч тем самым расписавшись в своём бессилии перед великим князем. Александр ему поверил и принял капитуляцию.
3 июля 1835 года когда войска правителя покинули замок. Для борьбы с татарами на востоке страны, люди Ерла Хоу - старого друга князя напали на замок и жестоко расправились со всей семьёй князя. Когда князь вернулся с военного похода в замке не кого не было. Предатель перебил всех. Князь не выдержал потерю жёны и маленькой дочери и 25 июня правителя не стало. Обе не смог жить в мире где нет года семьи и тяжело заболел перед смертью он передал королевский перстень единственной душе которая выжила после резни в замке тем самым передавая право на трон.
6 лет на Польше длилась кровопролитная война за трон. Когда на очередном совете началась резня в зале появился 20 летний парень и представился Натаниелем l. Сыном Александра. Люди из совета хотели выгнать самозванца но тот неожиданно для всех предъявил доказательство его королевской крови-перстень с семейным гербом Залюбовских. Кольцо которое некогда не снимал Александр.
Кольцо которое князю дал Викторll, а тот отдал своему сыну Натаниелю. И тогда кровопролитная война за трон закончилась на трон взошел прямой потомок Залюбовских - Натаниель.